# فحوص الكشف المبكر عن سرطان البروستات
فحوص الكشف المُبكِّر عن سرطان البروستات هي الفحوص التي تستخدم لكشف سرطان البروستات قبل أن يعطي أي أعراض أو علامات، وفي حال تمَّ الكشف عن السرطان في مرحلة مُبكِّرة فهذا يعني إمكانيَّة أكبر لعلاج الورم وشفائه، ولكن حتى الآن لا يبدو واضحاً كفاية إذا ما كان الكشف المُبكِّر عن سرطان البروستات سيقلِّل معدَّل الوفيات الناجمة عن هذا السرطان.
فحوص الكشف المُبكِّر تسبقُ وضعَ التشخيص والبدءَ بالعلاج، المس الشرجي للبروستات (بالإنجليزية: digital rectal examination)‏ - اختصاراً DRA - هو أحد فحوص الكشف المُبكِّر عن سرطان البروستات ويعني تقييم البروستات عن طريق المس اليدوي الذي يتم إجراؤه عبر جدار المستقيم، قياس مستويات المستضد البروستاتي النوعي(بالإنجليزية: prostate-specific antigen)‏ - اختصاراً PSA - في الدم هو اختبار الكشف المُبكِّر الثاني لسرطان البروستات، وعلى كلِّ حال ماتزال الدراسات والأدلَّة غير كافية حتى الآن لتأكيد أنَّ الاعتماد على المس الشرجي للبروستات عبر المستقيم DRE أو قياس مستويات PSA في الدم سينقص معدَّلات الوفيات الناجمة عن سرطان البروستات [1]
خلصت النتائج التي نشرتها مؤسَّسة Cochrane للأبحاث والدراسات في عام 2013 إلى أنَّ استخدام PSA كاختبار مسح لسرطان البروستات لم يظهر فرقاً هامَّاً من الناحية الإحصائيَّة في تقليل معدل الوفيات الناجمة عن هذا السرطان، رغم أنَّ الدراسات الأمريكيَّة في هذا المضمار سلبيَّة ولكنَّ دراسات أوربيَّة أظهرت أنَّ هناك انخفاضاً ملحوظاً في معدَّل الوفيات الناجمة عن سرطان البروستات عند استخدام PSA كاختبار كشف مُبكِّر، مع الإشارة هنا إلى أنَّ نتائج هذه الدراسات اقتصرت على حالات استخدام PSA كاختبار كشف مُبكِّر بمفرده ولم تبحث الاستخدام المشترك لكلِّ من المس الشرجي للبروستات مع PSA أو المس الشرجي للبروستات كاختبار كشف مُبكِّر بمفرده.
تؤكِّد التوصيات العامَّة حالياً على أنَّ قرار استخدام فحوص الكشف المبكِّر أو عدم استخدامها يجب أن يعتمد على المشاركة بين عدة عوامل ، ومنها معرفة الرجال التامة لفوائد واختلاطات فحوص الكشف المبكر.
تُوصي الجمعية الأمريكية لطب الأورام السريري (بالإنجليزية: The American Society of Clinical Oncology)‏ بعدم إجراء فحوص الكشف المبكِّر عن سرطان البروستات عند الرجال الذين لا يتجاوز متوسط العمر المتوقع لهم 10 سنوات، أمَّا أولئك الذين يتجاوز متوسط العمر المتوقع عندهم 10 سنوات فيجب الاعتماد على عدة عوامل لاتخاذ قرار استخدام فحوص الكشف المبكر هذه أو عدمه، هذه العوامل مبنيَّة بشكل أساسي على المقارنة بين الفوائد والمخاطر المرتبطة باستخدام PSA وغيره من فحوص الكشف المبكر والتي قد تؤدي لاحقاً لاستخدام وسائل تشخيص وعلاجات غير ضروريَّة.
تستخدم خزعة البروستات لتأكيد تشخيص سرطان البروستات، ولكن لا يتمُّ إجراؤها بشكل روتيني عند الرجال غير العَرضِيِّين ولذلك لا يمكن اعتبارها من فحوص الكشف المُبكِّر عن هذا السرطان، إنَّ خزعة البروستات تعتبر اليوم هي المعيار الذهبي لتشخيص سرطان البروستات.، قد يحدث الإنتان بعد خزعة البروستات بمعدَّل 1% ، في حين لا تتجاوز نسبة الوفيات الناجمة عنها 0.2% .، خزعة البروستات الموجَّهة بالرنين المغناطيسي MRI قد زادت بشكلٍ كبير من الدقَّة التشخيصيَّة لهذا الإجراء.

## المستضد البروستاتي النوعي
المستضد البروستاتي النوعي PSA هو بروتين يُفرَز من الخلايا الظهاريَّة لغدة البروستات ويمكن قياس مستوياته في الدم ، يوجد المستضد البروستاتي النوعي بكميات قليلة في دم الرجال الأصحَّاء ولكن مستوياته ترتفع في سياق سرطان البروستات والأمراض الأخرى التي قد تصيب البروستات ، المستضد البروستاتي النوعي ليس مشعراً نوعيَّاً خاصَّاً بسرطان البروستات فهو قد يرتفع في أمراض البروستات الأخرى كالتهاب البروستات prostatitis وضخامة البروستات السليمة benign prostatic hyperplasia.
في عام 2018 قدَّم فريق الخدمات الوقائية الأمريكية USPSTF آراء خالف فيها التوصيات السابقة التي كانت تعارض استخدام PSA كاختبار كشف مبكِّر عن سرطان البروستات ، اقترح هذا الفريق في توصياته أن يُأخذ إجراء تحليل PSA بعين الاعتبار عند الرجال الأصحَّاء بين عمر 55 و 69 سنة، مع التأكيد على أنَّ إجراء هذا الاختبار يجب أن يتم عند الرجال الذين يرغبون به فقط ، ولا يُنصح بإجرائه عند الرجال الأكبر من 80 عام.
من المضاعفات التي قد تترافق مع استخدام PSA كاختبار مسح للكشف المُبكِّر عن سرطان البروستات زيادة الحالات المشبوهة وبالتالي زيادة إجراء خزعة البروستات والعلاجات الإضافيَّة غير الضروريَّة مع ما قد ينتج عنها من اختلاطات.
من جهة أخرى فقرابة 25% من الرجال في العقد السابع والثامن من العمر والذين شُخِّص لهم سرطان بروستات سيموتون بسبب هذا الورم إذا كان من النوع العدواني مرتفع الدرجة high-grade، يعارض البعض أيضاً استخدام اختبار PSA عند الرجال الأصغر سنَّاً بشكل روتيني لأنَّنا سنضطر لإجراء الكثير من الفحوصات لكشف عدد قليل من الأورام، وحتى عند اكتشاف سرطان بروستات فإنَّنا قد نعرِّض المريض لعلاجات مُرهقة رغم أنَّ الكثير من سرطانات البروستات غير عدائيَّة ولن تنتشر أو تسبِّب مشكلة حقيقيَّة للمريض، ومثل هذا النوع من الأورام «قليلة الخطورة» لا يتطلَّبُ علاجاً مستعجلاً بل قد نكتفي بمراقبة الحالة ومتابعتها اللصيقة فقط ، كما أنَّ اختبار PSA لا يستطيع أن يؤكِّد وجود سرطان البروستات بصورة قطعيَّة لأنَّ ارتفاع قيم PSA الدم قد يحدث في سياق أسباب أخرى كما أشرنا سابقاً.

## المس الشرجي للبروستات
خلال المس الشرجي للبروستات digital rectal examination يقوم الطبيب بإدخال إصبعه عبر المستقيم لتقييم البروستات، وأهمُّ الموجودات التي يجب الانتباه لها حجم البروستات ووجود العقد القاسية فيها
لا تنصح التوصيات المنشورة في عام 2018 على اعتماد المس الشرجي للبروستات كاختبار مسح للكشف المبكِّر عن سرطان البروستات بسبب عدم كفاية الأدلة على فعاليَّة هذا الإجراء.
إذا ظهر المس الشرجي للبروستات أي شذوذات فالخطوة التالية لاستكمال التشخيص هي إجراء تحليل PSA، ومن جهةٍ أخرى أيضاً إذا أظهرت التحاليل المخبريَّة ارتفاعاً في PSA فالخطوة التالية هي إجراء مس شرجي للبروستات.

## طرق تشخيص ومتابعة سرطان البروستات

### الخزعة
تعتبر الخزعة هي المعيار الذهبي لتشخيص سرطان البروستات.، ويعدُّ الإنتان أحد الاختلاطات الناجمة عن خزعة البروستات، كما أنَّ توجيه الخزعة بالرنين المغناطيسي MRI قد زاد من دقتها وقيمتها التشخيصيَّة بشكلٍ كبير .، ويمكن إجراء خزعة البروستات عبر المستقيم أو عبر الإحليل.

### الإيكو
يعتبر الإيكو عبر المستقيم (بالإنجليزية: Transrectal ultrasonography)‏ وسيلةً تشخيصيَّة سريعة وغير باضعة لتحرِّي سرطان البروستات كما أنَّه يتفوق على الرنين المغناطيسي في كشف الأورام السطحية  ومن ميِّزاته أيضاً أنَّه يقدِّم تفاصيل دقيقة عن بنية جدار المستقيم ويستطيع اكتشاف سرطان المستقيم ويساعد في وضع مرحلته، يعتبر الرنين المغناطيسي أفضل من الإيكو عبر المستقيم في اكتشاف وتقييم الأورام المتقدِّمة، ولكنَّ كلا الإجرائين يستطيعان تقييم العقد اللمفاوية المجاورة للمستقيم، يعتبر مجال الرؤية للإيكو عبر المستقيم محدوداً نسبيَّاً ولكنَّ إدخال بعض التقنيات الحديثة مثل التصوير ثلاثي الأبعاد قد زاد وحسَّن من إمكانياته.

### الرنين المغناطيسي
يتمُّ اللجوء إلى الرنين المغناطيسي MRI عادةً عندما تشتبه الفحوص الأخرى بالخباثة ، وقد قلَّل استخدام الرنين المغناطيسي الحاجة لإجراء الخزعة في الحالات المشكوك فيها، على الرغم من التكلفة الكبيرة للرنين المغناطيسي ولكنَّ مقارنتها بالتكلفة طويلة الأمد لخزعة البروستات الموجَّهة بالإيكو عبر المستقيم يظهر فائدة حقيقيَّة لاستخدام الرنين المغناطيسي، من الاستطبابات الرئيسيَّة للرنين المغناطيسي المرضى الذين تكون عندهم نتائج خزعة البروستات سلبية رغم ارتفاع قيم PSA ، ومن المُتَّفق عليه اليوم أنَّ توجيه خزعة البروستات بالرنين المغناطيسي هو الأفضل ويُقدِّم دقَّةً كبيرة في وضع التشخيص.

### وسائل تصوير أخرى
خلال فترة قصيرة من ظهوره أصبح التصوير المقطعي البوزيتروني بالنظائر المشعة 68Ga-PSMA PET/CT هو المعيار الذهبي لتشخيص وتقييم سرطان البروستات الناكس في المراكز التي تتوافر فيها هذه التقنيَّة ، ومن المُرجَّح أيضاً أن يصبح الطريقة المرجعية لتشخيص سرطان البروستات وتحديد مرحلته، كذلك تتمُّ حالياً دراسة إمكانيَّة استخدام هذه الطريقة التصويرية لتوجيه خزعة البروستات وزيادة دقتها ، تعتمد هذه الطريقة على الكشف عن مستضدات خاصة موجودة على غشاء الخلايا البروستاتيَّة، في حالات النكس الموضعي لسرطان البروستات قد تكون المشاركة بين الرنين المغناطيسي والتصوير البوزيتروني هي الأفضل ، ومن الفوائد التي تحقِّقها هذه المشاركة أيضاً تقييم ومتابعة حالات النكس.

### وسائل تشخيص أخرى
من أنظمة وطرق تشخيص سرطان البروستات الأخرى :
- نظام 4K SCORE .[23][29]
- مقياس سلامة البروستات PHI .[23][29]
- أضداد سرطان البروستات PCA3 .[23][29]
- نظام MDxHealth.[30]

## التوصيات العامة حول فحوص الكشف المبكِّر عن سرطان البروستات
- عارضت توصيات فريق الخدمات الوقائية الأمريكية USPSTF عام 2012 الاستخدام الروتيني لتحليل PSA كاختبار كشف مبكر عن سرطان البروستات [31]، وعلى كل حال عدَّل الفريق بعض التوصيات عام 2018 ليوضح أنَّ إجراء PSA كاختبار مسح ممكن أن يُجرى للرجال بين عمر 55 – 69 في حين لا يُنصح باعتماده كاختبار مسح فوق عمر السبعين.[32]
- توصي الجمعية الأمريكية للسرطان American Cancer Society الرجال غير العَرضيِّين مع عمر متوقع أكبر من 10 سنوات بمناقشة خيار إجراء فحوص الكشف المبكِّر عن السرطان مع أطبائهم ويتم اتخاذ القرار بعد معرفتهم التامة بفوائد ومخاطر ومدى جدوى هذه الفحوص، يجب أن يقدَّم هذا الخيار للرجال الذين يملكون عوامل خطورة متوسطة للإصابة بسرطان البروستات بعمر الخمسين وقبل عمر الخمسين للرجال مع عوامل خطورة مرتفعة، اتخاذ القرار يجب أن يتمَّ اعتماداً على النصائح والمعلومات التي يُقدِّمها الأطباء حصراً أو من مصادر موثوقة.[32]
- تنصح مراكز أخرى مختصة بعلاج أورام البروستات بإجراء اختبار PSA كفحص مسح عند جميع الرجال بعمر 45، معتمدين على بيانات وإحصائيَّات تؤكِّد فائدة إجراء PSA في هذا العمر لاعتماده كقيمة مرجعيَّة لتحديد واكتشاف الرجال الذين سيصابون بورم مُتقدِّم في المستقبل.[33]
- أكَّدت الجمعية الأمريكية للجراحة البولية (بالإنجليزية: The American Urological Association)‏ في توصياتها لعام 2009: أنَّ قرار إجراء فحوص الكشف المبكر عن سرطان البروستات يجب أن يتمَّ اتخاذه بالتعاون بين المريض وطبيبه مع أخذ عوامل الخطورة بعين الاعتبار كالقصة العائلية والعِرق والسوابق المرضية، هذه العوامل وغيرها تختلف من رجلٍ لآخر ولذلك ستكون التوصيات متباينة بشكلٍ كبير.[34][35]
- في عام 2018 منظمة الخدمات الصحية البريطانيَّة لم تدعم اعتماد PSA كاختبار مسح للكشف المبكر عن سرطان البروستات للأسباب التي تمَّ ذكرها سابقاً.[20]
- أوصت الجمعيَّة الكنديَّة للجراحة البوليَّة في عام 2017 بإجراء فحوص الكشف المبكر عن سرطان البروستات عند الرجال مع عمر متوقَّع أكبر من 10 سنوات مع أخذ جميع العوامل سابقة الذكر بعين الاعتبار [29]، في حين عارض فريق الخدمات الوقائيَّة الكنديَّة بشدَّة إجراء هذه الفحوص تحت عمر 55 وفوق عمر 70.[36]
- عند الرجال الذين يملكون مورِّثات مؤهبة لسرطان البروستات مثل: BRCA1 ، BRCA2 ، HOXB13 ، يتمُّ اتخاذ قرار إجراء فحوص الكشف المبكِّر بعد المشاورة مع أخصائي الأمراض الوراثيَّة.[29]

## نقاش
مازال إجراء فحوص الكشف المُبكِّر عن سرطان البروستات يثير الكثير من الجدل سواءٌ بين الأطباء أو حتى عامة الناس، وماتزال التوصيات والمنشورات التي تدعم أو تعارض هذه الفحوص تنشر بشكل مستمر من قبل مختلف المنظمات المعنيَّة.
واحدٌ من بين كلِّ ستة رجال سيصاب بسرطان البروستات خلال حياته، وربَّما سيؤدي اعتماد فحوص المسح إلى زيادة نسبة التشخيص والعلاج، أغلب حالات سرطان البروستات يتمُّ تشخيصها من قبل الأطباء في العيادات الخارجيَّة الأمر الذي يجعل تشخيص هذا الورم متوافراً وسهلاً، على الرغم من الانخفاض المستمر في معدَّل الوفيَّات الناجم عن سرطان البروستات منذ عام 1992، فقد تمَّ تشخيص 238,590 حالة جديدة عام 2013 مع 29,720 وفاة ناجمة عن هذا الورم، ويشكِّل سرطان البروستات وسرطان الرئة وسرطان الكولون 50% من الأورام الخبيثة عند الرجال ويشكل سرطان البروستات 28% من الحالات بمفرده.  
في الولايات المتحدة الأمريكيَّة تختلف توصيات فحوص الكشف المبكر عن سرطان البروستات باختلاف الولاية وهذا يدلُّ على وجود اختلافات هامَّة بين الأعراق والإثنيَّات المختلفة، فالرجال من أصل إفريقي هم الأكثر إصابة بسرطان البروستات ويشكِّلون نسبة 62% من المرضى، وهم الأقل احتمالاً لتلقي العلاج القياسي الملائم للحالة وهذا يعني أنَّهم لو حصلوا على العلاج المناسب فإنَّ معدَّل البقيا لديهم سيماثل معدل البقيا عند الرجال البيض ، من جهة أخرى يوجد تباين كبير أيضاً بين أنواع سرطان البروستات المختلفة فأغلب أنواع سرطان البروستات غير عدائيَّة ولن تتطوَّر إلى أورام غازية حتى لو تركت دون معالجة، في حين هناك أنواع شديدة العدائية وقد يُقدِّم احتمال الكشف المبكر عنها فرصة أكبر للشفاء ، ومن هنا تبرز فائدة استخدام PSA كفحص كشف مبكِّر عن سرطان البروستات عالي الخطورة والذي قد يكون قاتلاً، مع التأكيد على أنَّ الأورام منخفضة الخطورة حتى لو اكتشفت بصورة مبكِّرة لا تحتاج للعلاج وإنَّما للمراقبة الحذرة فقط .
المعاهد الطبيَّة الخاصَّة مثل مايو كلينك Mayo Clinic تنبِّه على أنَّ توصيات المنظمات المختلفة تتباين فيما إذا كان يجب أو لا يجب القيام باختبار PSA للكشف المبكر عن سرطان البروستات وتخلص إلى نتيجة مفادها أنَّ هذا القرار يجب اتخاذه بعد المناقشة بين المريض وطبيبه مع أخذ عوامل الخطورة المتنوعة بعين الاعتبار.

## نظرة تاريخيَّة

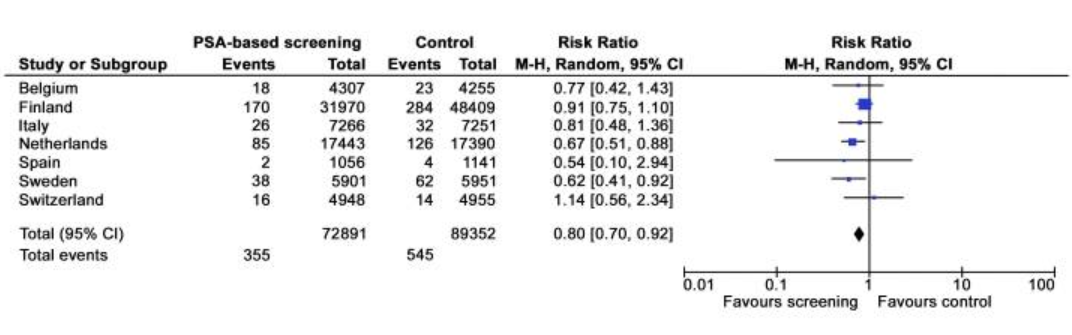
جدول مقارنة نتائج فحص البروستاتا على مستوى العالم

بدأ استخدام PSA كاختبار مسح للكشف المبكِّر عن سرطان البروستات في أوروبا في بداية التسعينات، وخلصت دراسة ERSPC المجراة حينها إلى أنَّ استخدام PSA أنقص احتمال الوفاة بسرطان البروستات ولكنَّه من جهة أخرى زاد عدد الحالات المشخصة دون فائدة حقيقيَّة فمثلاً: نحتاج لإجراء فحوص الكشف المبكِّر على 1410 رجال لتشخيص 48 حالة سرطان بروستات للوقاية من حالة وفاة واحدة خلال كل 9 سنوات 
دراسة أخرى نشرت في المجلة الأوربية للسرطان في أكتوبر 2009 أوضحت أنَّ فحوص الكشف المبكِّر أنقصت معدَّل الوفاة الناجمة عن سرطان البروستات بنحو 37% ، في هذه التجربة استخدمت مجموعة من رجال إيرلندا الشمالية كمجموعة مراقبة لأنَّ إجراء اختبار PSA نادر في تلك المنطقة.
وجدت دراسة نشرت في مجلة the New England Journal of Medicine عام 2009 أنَّه وخلال فترة متابعة تراوحت بين 7 إلى 10 سنوات لم تقلِّل فحوص الكشف المبكِّر من معدَّل الوفيات الناجم عن سرطان البروستات عند الرجال الأكبر من 55 سنة، وحثَّت الجمعيَّة الأمريكية للسرطان على مزيد من الحذر في استخدام اختبارات الكشف المبكِّر، وخلصت الكليَّة الأمريكيَّة للطب الوقائي إلى أنَّه لا يوجد أدلَّة كافيَّة للتوصية بإجراء فحوص الكشف المبكِّر عن سرطان البروستات بشكل روتيني 